# Wuxi

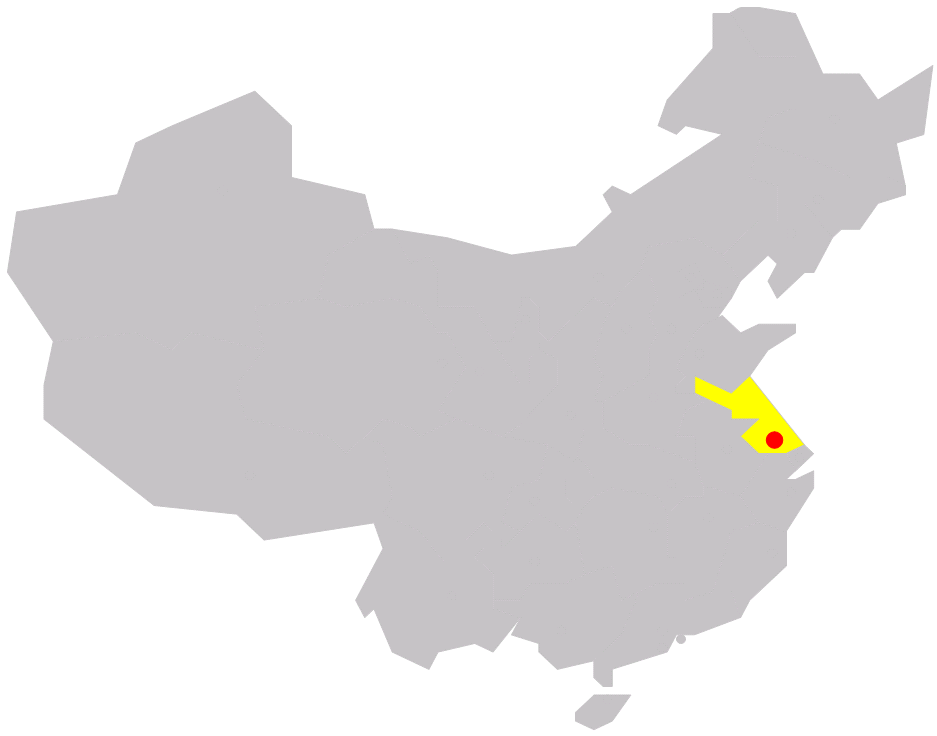
Localização de Wuxi

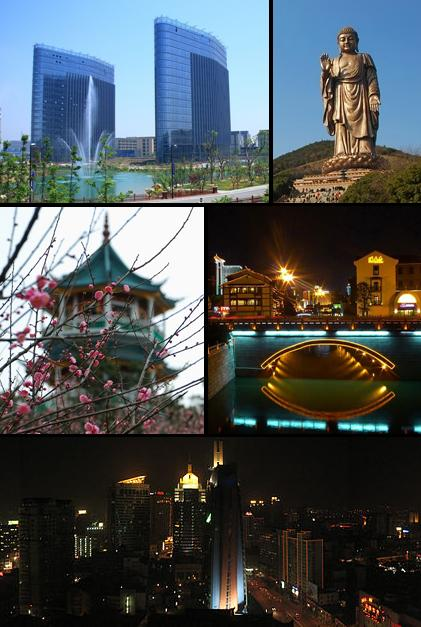

Wuxi ou Wusih (无锡) é uma cidade da China, na província de Jiangsu. Tem 7.49 milhões de habitantes. Próximo a esta cidade fica um dos maiores lagos da China.